# MG Rover Group
MG Rover Group byl posledním domácím masovým výrobcem automobilů v britském automobilovém průmyslu. Společnost vznikla, když BMW prodala veškerá aktiva původního Rover Group britské společnosti Phoenix Consortium v roce 2000 včetně práv na ostatní značky z bývalé Rover Group (Austin, Morris, Triumph...).
MG Rover šel do nucené správy v roce 2005 a jeho majetek byl odkoupen čínskou společností Nanjing Automobile Group. Nanjing poté obnovil výrobu sportovních vozů a sedanů pod značkou MG v roce 2007. Během tohoto roku se Nanjing sloučila se SAIC Motor (největší výrobce automobilů v Číně). V roce 2009 byla tato dceřiná společnost přejmenována na MG Motor UK. Model MG TF, jehož výroba byla obnovena v bývalém závodě MG Rover v Longbridge se začal znovu prodávat ve Velké Británii od roku 2008 až do roku 2010. V roce 2011 se objevil model MG 6 a jeho výroba byla zahájena ve Velké Británii opět v továrně Longbridge. V průběhu roku 2013 byl dále představen automobil třídy super-mini, model MG 3. To ekonomicky pomohlo společnosti a MG Motor se stal nejrychleji rostoucím výrobcem automobilů ve Velké Británii v roce 2014.
Značka Rover, která byla ponechána BMW a používána MG Rover Group v rámci licence, byla prodána Fordu, který koupil Land Rover od BMW v roce 2000. Nevyužívaná značka Rover byla Fordem prodána indické společnosti Tata Motors, spolu s firmou Jaguar Land Rover v roce 2008.